# Cabal
Cabal（カバル）とは、かつてイングランドに存在していたグループ。イングランド・スコットランド・アイルランド王チャールズ2世に取り立てられた5人の政治家を指して名付けられた。

## 由来
Cabal（カバル）は元々ユダヤ教のカバラを語源とする言葉で、英語では「意見を同じくする者たちの集団」、「政治的陰謀団」といった意味の言葉であるが、この5人の政治家の頭文字もちょうどCabalになることから、この5人を指して「Cabal Ministry」（カバル内閣）と呼ぶようになった。

### 一覧

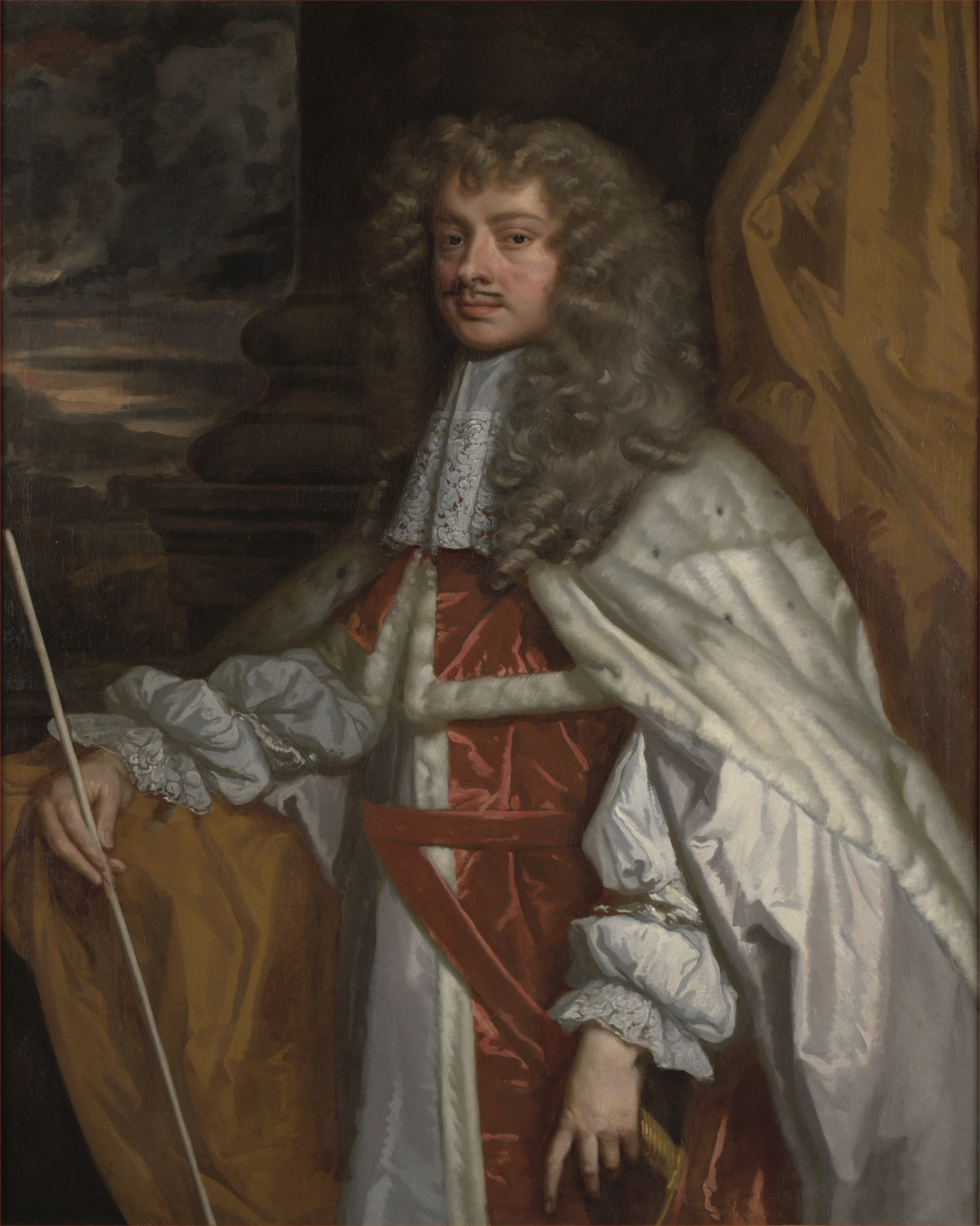
クリフォード男爵トマス・クリフォード （1630年 - 1673年）
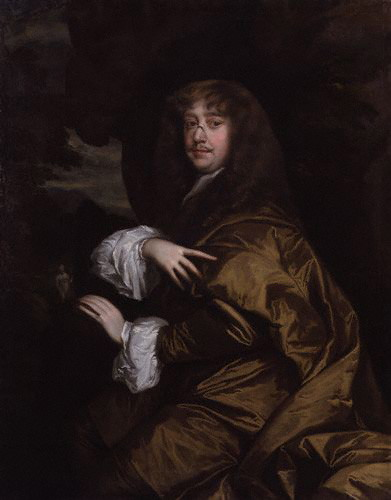
アーリントン伯ヘンリー・ベネット （1618年 - 1685年）
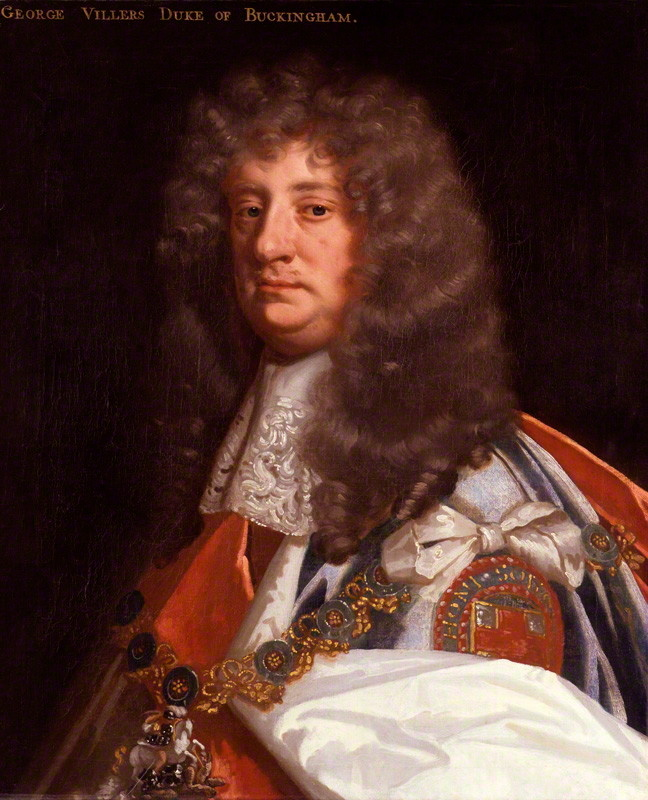
バッキンガム公ジョージ・ヴィリアーズ （1628年 - 1687年）
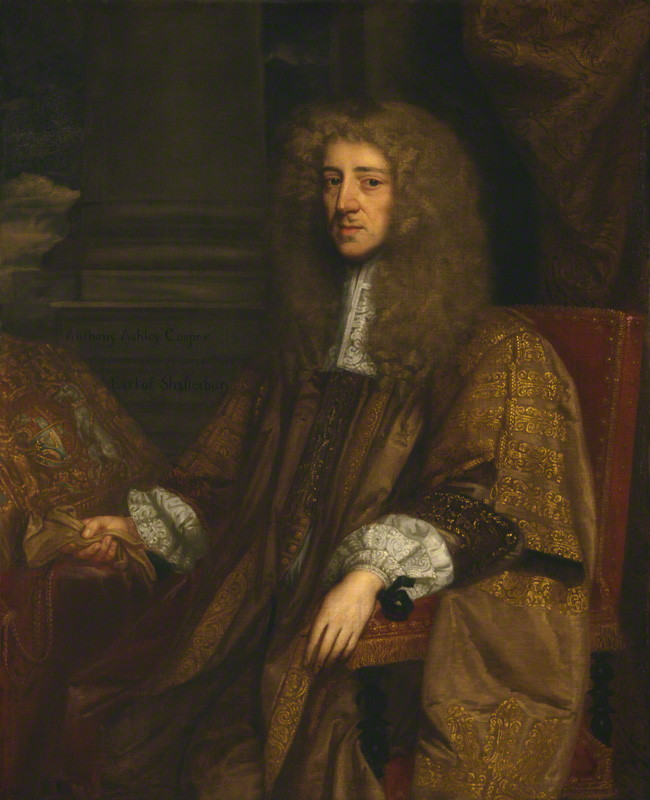
シャフツベリ伯アントニー・アシュリー＝クーパー （1621年 - 1683年）
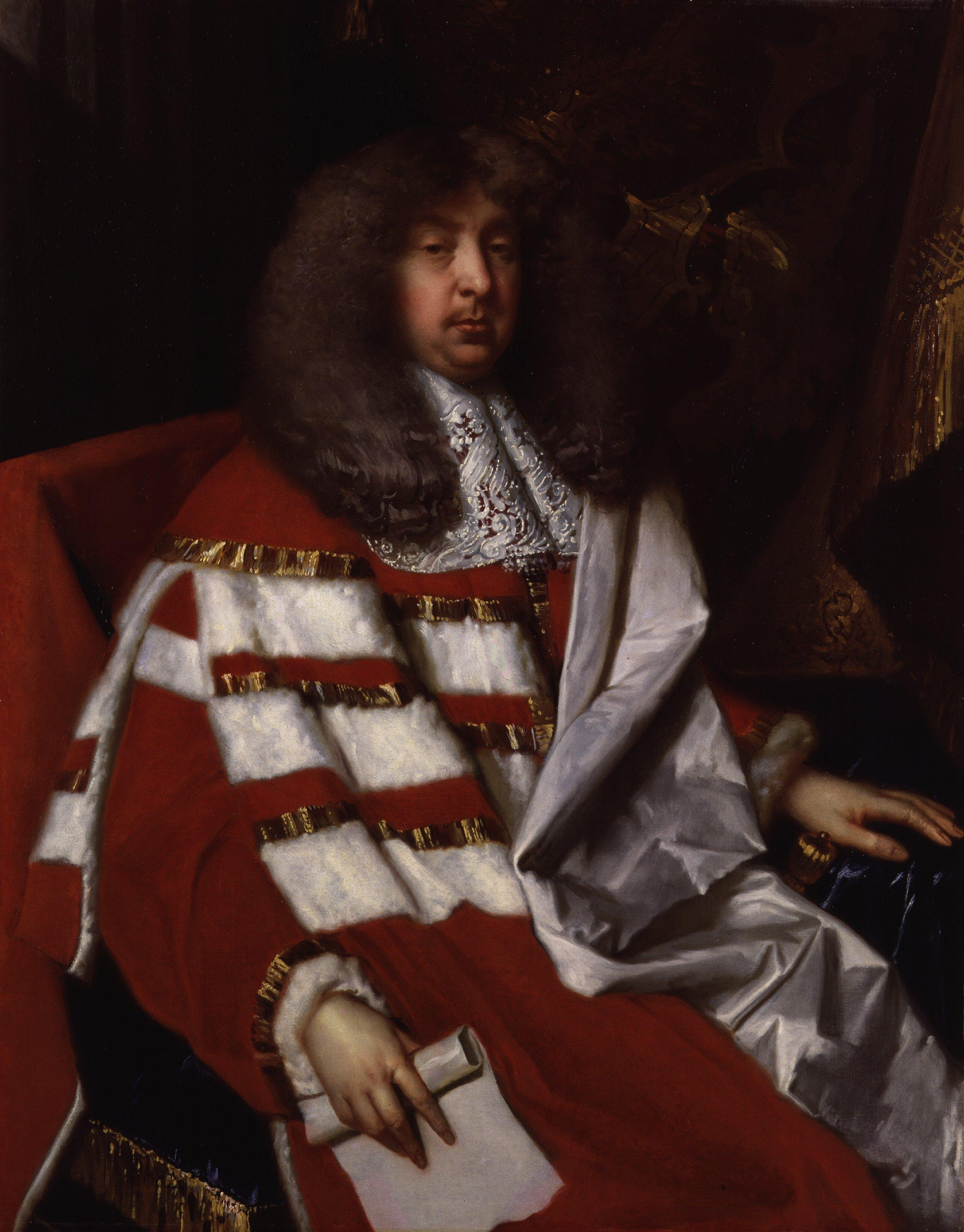
ローダーデイル公ジョン・メイトランド （1616年 - 1682年）

## 概要
チャールズ2世の治世初期はクラレンドン伯爵エドワード・ハイドが政権を運営していたが、1665年から1667年の第二次英蘭戦争でイングランドが劣勢のまま終戦に至ると反対派の突き上げに遭い失脚、フランスへ亡命した。
このため、チャールズ2世は新たにトマス・クリフォード、アーリントン男爵ヘンリー・ベネット、バッキンガム公ジョージ・ヴィリアーズ、アントニー・アシュリー＝クーパー、ローダーデイル伯ジョン・メイトランドの5人を側近に取り立てた。政権は5人の頭文字を取ってCabalと名付けられた（クリフォード（Clliford）、アーリントン（Arlington）、バッキンガム（Buckingham）、アシュリー（Ashley）、ローダーデイル（Lauderdale））。
5人はイングランド国教会に属さない非国教徒であること、宗教に寛容であること以外に共通点は無かったが、クリフォードとアーリントンはイングランド議会で国王派を結集してクラレンドンの外交政策を攻撃、チャールズ2世に議会内部の支持者として登用された。アシュリーはクリフォードと共に大蔵委員会の委員として財政を担当、バッキンガムは枢密顧問官、ローダーデイルはスコットランドにおけるチャールズ2世の代理としてスコットランドを統治した。
外交では国務大臣のアーリントンが主導して親オランダを掲げ、1667年にフランス王ルイ14世がスペイン領ネーデルラントを侵略すると（ネーデルラント継承戦争）、1668年にウィリアム・テンプルと組んでオランダ・スウェーデンと三国同盟 (1668年)を締結、フランスの進軍を阻止した。しかし、親フランスのチャールズ2世は1670年に独断でルイ14世とドーヴァーの密約を結び、クリフォードとアーリントンがイングランド代表として調印したことは政府の外交政策が一貫していないことを表し、議会から不信感を抱かれた。
1672年3月にチャールズ2世が第三次英蘭戦争を始め、続いて4月にルイ14世がオランダ侵略戦争を勃発させると議会の反感を更に買う結果となった。戦争に先立ちチャールズ2世は1月にクリフォードの提案で国庫支払い停止を行い、3月に宗教の寛容を唱えた信仰自由宣言の発布にアシュリーが賛成、クリフォードは男爵に叙され大蔵卿に就任、アシュリーもシャフツベリ伯爵に叙され大法官に任命されたが、これらの政策に反発した議会は英蘭戦争の続行に難色を示した。
議会は1673年に戦費承認と引き換えに信仰自由宣言の撤回及び非国教徒とカトリックの公職排除を記した審査法の制定をチャールズ2世に求め、チャールズ2世が屈服して両方とも承諾するとCabalの影響力は弱まり、クリフォードはカトリックだったため同年に大蔵卿を辞任して急死、シャフツベリはドーヴァーの密約で親カトリックの裏条項を知るとチャールズ2世に反発、審査法に賛成したため大法官を追われて下野、翌1674年にアーリントンも議会に弾劾され国務大臣を辞任、バッキンガムとローダーデイルは残ったがCabalは実質的に崩壊した。以後、クリフォード辞任後に大蔵卿となったダンビー伯トマス・オズボーンが親オランダ政策を掲げ政権を率いていった。